# Guido Herrera
Guido Herrera (Río Cuarto, 29 febbraio 1992) è un calciatore argentino, portiere del Talleres (C).

## Carriera
È cresciuto nelle giovanili del Belgrano.

## Statistiche

### Presenze e reti nei club
Statistiche aggiornate al 16 marzo 2025.
| Stagione                  | Squadra                   | Campionato                | Campionato | Campionato | Coppe nazionali | Coppe nazionali | Coppe nazionali | Coppe continentali | Coppe continentali | Coppe continentali | Altre coppe | Altre coppe | Altre coppe | Totale | Totale  | Totale |
| Stagione                  | Squadra                   | Comp                      | Pres       | Reti       | Comp            | Pres            | Reti            | Comp               | Pres               | Reti               | Comp        | Pres        | Reti        | Pres   | Reti    |        |
| ------------------------- | ------------------------- | ------------------------- | ---------- | ---------- | --------------- | --------------- | --------------- | ------------------ | ------------------ | ------------------ | ----------- | ----------- | ----------- | ------ | ------- | ------ |
| 2014-2015                 | Defensores (VR)           | TFA                       | 14         | -11        | CA              | 3               | -3              | -                  | -                  | -                  | -           | -           | -           | 17     | -14     |        |
| 2015                      | Defensores (VR)           | TFA                       | 35         | -31        | CA              | 0               | 0               | -                  | -                  | -                  | -           | -           | -           | 35     | -31     |        |
| Totale Def. Belgrano (VR) | Totale Def. Belgrano (VR) | Totale Def. Belgrano (VR) | 49         | -42        |                 | 3               | -3              |                    | -                  | -                  |             | -           | -           | 52     | -45     |        |
| 2016                      | Talleres (C)              | PBN                       | 11         | -3         | CA              | 0               | 0               | -                  | -                  | -                  | -           | -           | -           | 11     | -3      |        |
| 2016-2017                 | Talleres (C)              | PD                        | 30         | -30        | CA              | 1               | 0               | -                  | -                  | -                  | -           | -           | -           | 31     | -30     |        |
| 2017-2018                 | Talleres (C)              | PD                        | 27         | -20; 1     | CA              | 2               | -1              | -                  | -                  | -                  | -           | -           | -           | 29     | -21; 1  |        |
| 2018-2019                 | Talleres (C)              | PD                        | 22         | -24        | CA+CdS          | 3+4             | -1 + -6         | CL                 | 4                  | -4                 | -           | -           | -           | 33     | -35     |        |
| 2019-2020                 | Talleres (C)              | PD                        | 21         | -25        | CA+CdS          | 0+1             | 0               | -                  | -                  | -                  | -           | -           | -           | 22     | -25     |        |
| sep.-dic. 2020            | Yeni Malatyaspor          | SL                        | 3          | -7         | CT              | 1               | 0               | -                  | -                  | -                  | -           | -           | -           | 4      | -7      |        |
| 2021                      | Talleres (C)              | PD                        | 25         | -28        | CA+CdL          | 4+6             | -2 + -7         | CS                 | 4                  | -4                 | -           | -           | -           | 39     | -41     |        |
| 2022                      | Talleres (C)              | PD                        | 22         | -21        | CA+CdL          | 1+13            | 0 + -18         | CL                 | 10                 | -10                | -           | -           | -           | 46     | -49     |        |
| 2023                      | Talleres (C)              | PD                        | 27         | -23        | CA+CdL          | 3+14            | 3 + -15         | -                  | -                  | -                  | -           | -           | -           | 44     | -41     |        |
| 2024                      | Talleres (C)              | PD                        | 26         | -26        | CA+CdL          | 2+13            | -1 + -15        | CL                 | 8                  | -9                 | -           | -           | -           | 49     | -51     |        |
| 2025                      | Talleres (C)              | PD                        | 10         | -8         | CA              | 0               | 0               | CL                 | 0                  | 0                  | SI          | 1           | 0           | 11     | -8      |        |
| Totale Talleres           | Totale Talleres           | Totale Talleres           | 221        | -208; 1    |                 | 67              | -69             |                    | 26                 | -27                |             | 1           | 0           | 315    | -304; 1 |        |
| Totale carriera           | Totale carriera           | Totale carriera           | 273        | -257; 1    |                 | 71              | -72             |                    | 26                 | -27                |             | 1           | 0           | 371    | -356; 1 |        |

## Palmarès

### Club

#### Competizioni nazionali
- Primera B Nacional: 1

Talleres: 2016
- Supercopa Internacional: 1

Talleres: 2023